# Maulaj Hasan
Maulaj Hasan (ur. 8 maja 2003 w Rabacie) – syn króla Maroka Muhammada VI i jego żony Lalli Salmy. W 2005 roku w wieku 2 lat został ogłoszony następcą tronu. Ma siostrę Lallę Chadidżę urodzoną w 2007 roku.